# Palazzo Orfitelli
Il palazzo Orfitelli è una grande casa medievale di Caserta, sita nella frazione di Piedimonte di Casolla 

## Storia
Il nome è stato attribuito perché fino al 1862 il palazzo risulta di proprietà della famiglia Orfitelli. Quella del 1862 è anche la prima notizia storica sull'edificio che a tutta evidenza fu eretto nel medioevo. . 
La famiglia Orfitelli compare per la prima volta ad oggi nota nel catasto di Caserta del 1749 dove sarebbero riportati come “Ossitelli” e residenti a Staturano, frazione / casale di Caserta che oggi inizia a poche decine di metri dal sito del palazzo. Don Tomaso, cappellano nella vicina frazione / casale di Casolla, fu un sacerdote della famiglia Orfitelli citato da Esperti nel 1773. .
Il restauro, iniziato nei primi anni 2000 dall'architetto Francesco Pistilli,  ha riscoperto una splendida casa tardogotica mascherata fino ad allora (e da chissà quanto tempo) sotto una anonima casa di campagna. 
Ignoti restano i proprietari originari e l'epoca di costruzione, certamente da collocarsi nel medioevo. La datazione proposta oscilla tra il secolo 1200 (sulla scorta dei frammenti ceramici ritrovati nei lavori di restauro  e il secolo 1400 . Per la presenza del giglio di Francia nella chiave di volta della cornice di una delle finestre, la committenza potrebbe circoscriversi in un ambito vicino alla corte dei re Angiò-Durazzo poco prima o in contemporanea alla presa del trono .

## Ubicazione e struttura
L’edificio sorge in uno dei casali storici di Caserta, Piedimonte , in un contesto ambientale più rurale che urbano. Il luogo era di grande rilevanza durante il medioevo: infatti, il palazzo è appena discosto alla strada che da Caserta nel piano sale verso Casertavecchia attuale. Inoltre, è immediatamente prima (per chi sale) e a poca distanza dall’abbazia di San Pietro ad Montes.
Le dimensioni del palazzo e alcuni particolari decorativi sono stati riconosciuti indizi di una committenza ricca e colta. La struttura aperta e poco fortificata dell'edificio (nonostante la sua ubicazione isolata e in campagna) lasciano supporre una funzione residenziale di piacere .

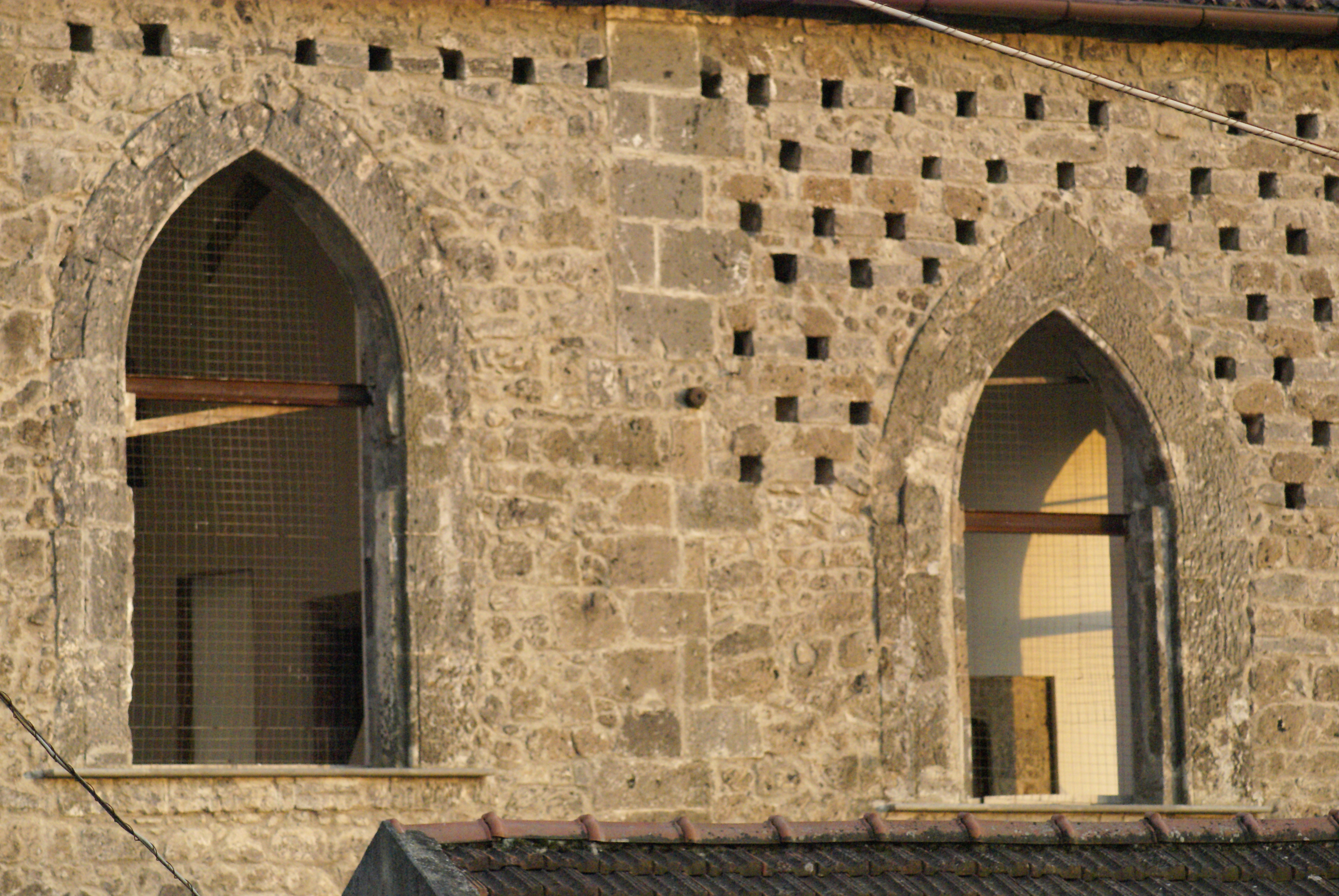
Piedimonte di Caserta, palazzo Orfitelli finestre tardogotiche prospetto esterno

La planimetria del palazzo è ad L, la corte è aperta su lato che si apre verso la piana campana offrendo lo spettacolo del panorama del Vesuvio, delle alture del preappennino, dei monti Lattari e delle isole del Golfo di Napoli. La struttura muraria è in blocchi di tufo sbozzati abbastanza regolari. 

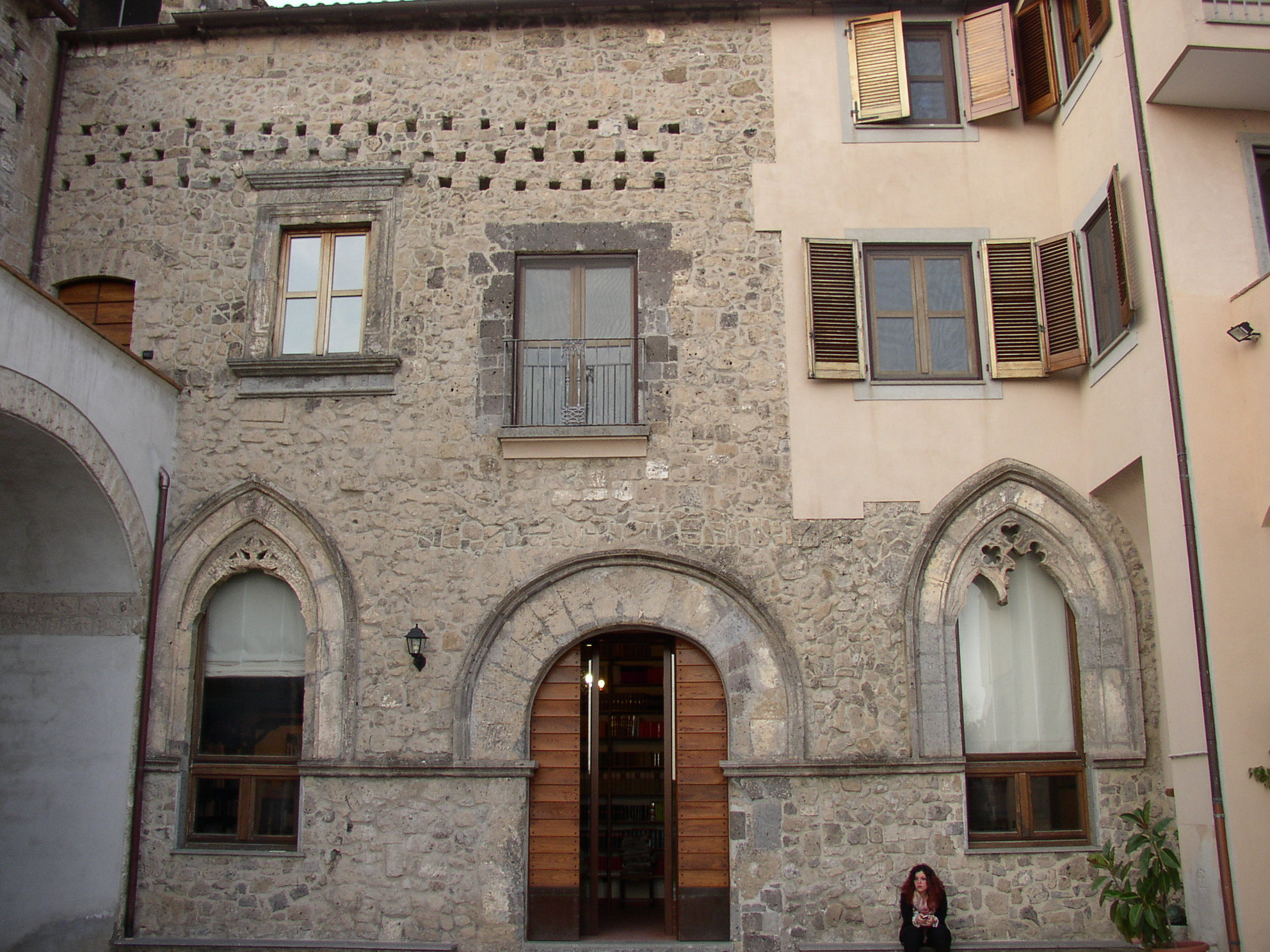
Piedimonte di Caserta, palazzo Orfitelli, prospetto corte interna verso nord

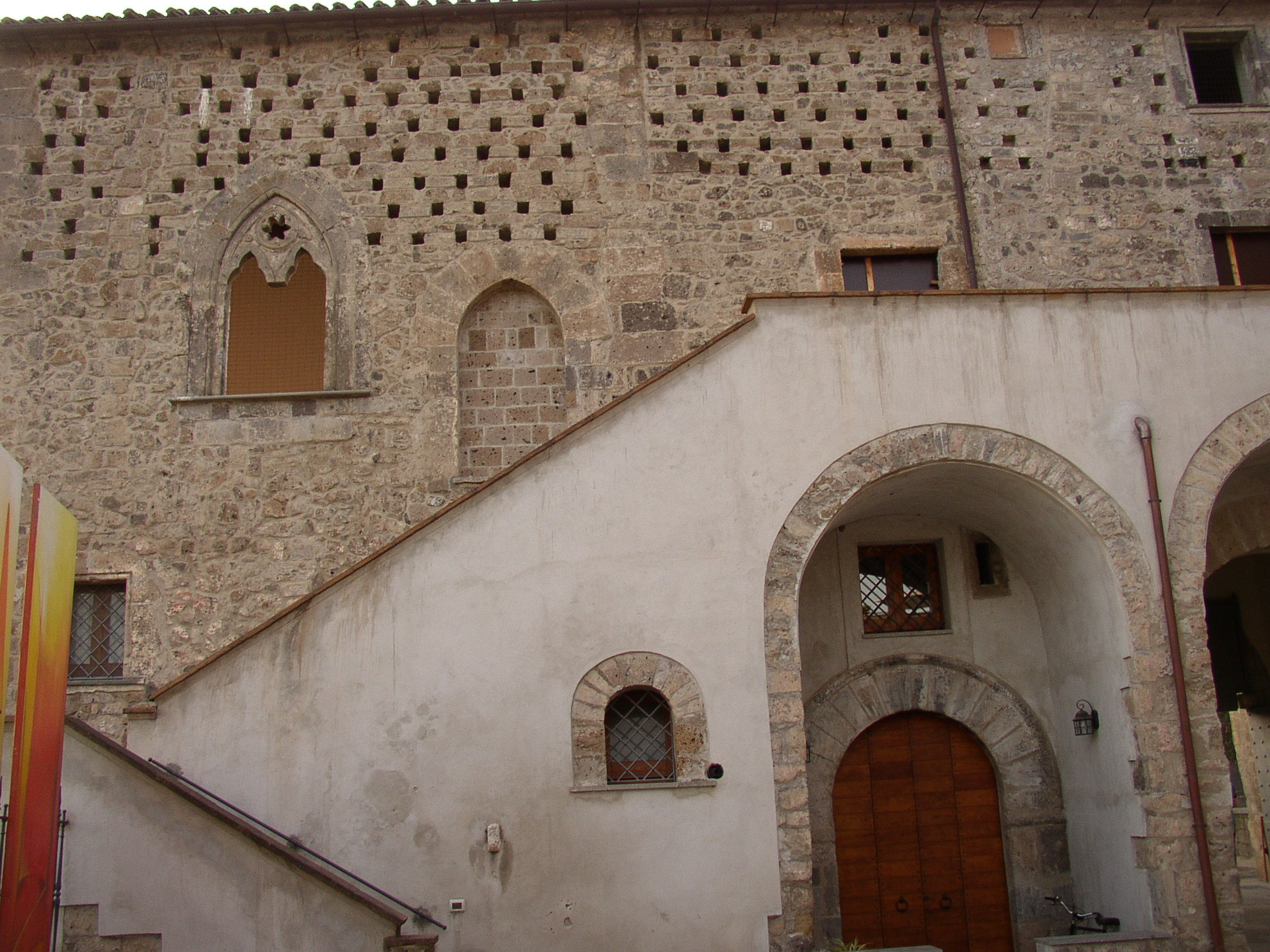
Piedimonte di Caserta, palazzo Orfitelli, prospetto corte interna verso ovest

Una vera e propria torre a pianta quadrata a tre livelli separa e collega le due ali dell'edificio, parti ritenute erette in epoche diverse anche se non ancora identificate.
Al palazzo si accede mediante un portale ad arco ma grandi aperture archiacute sono al livello terraneo sulla stessa facciata. 
Molte e di grande interesse e bellezza sono le grandi finestre archiacute e le due rettangolari rinascimentali, con cornici in tufo.

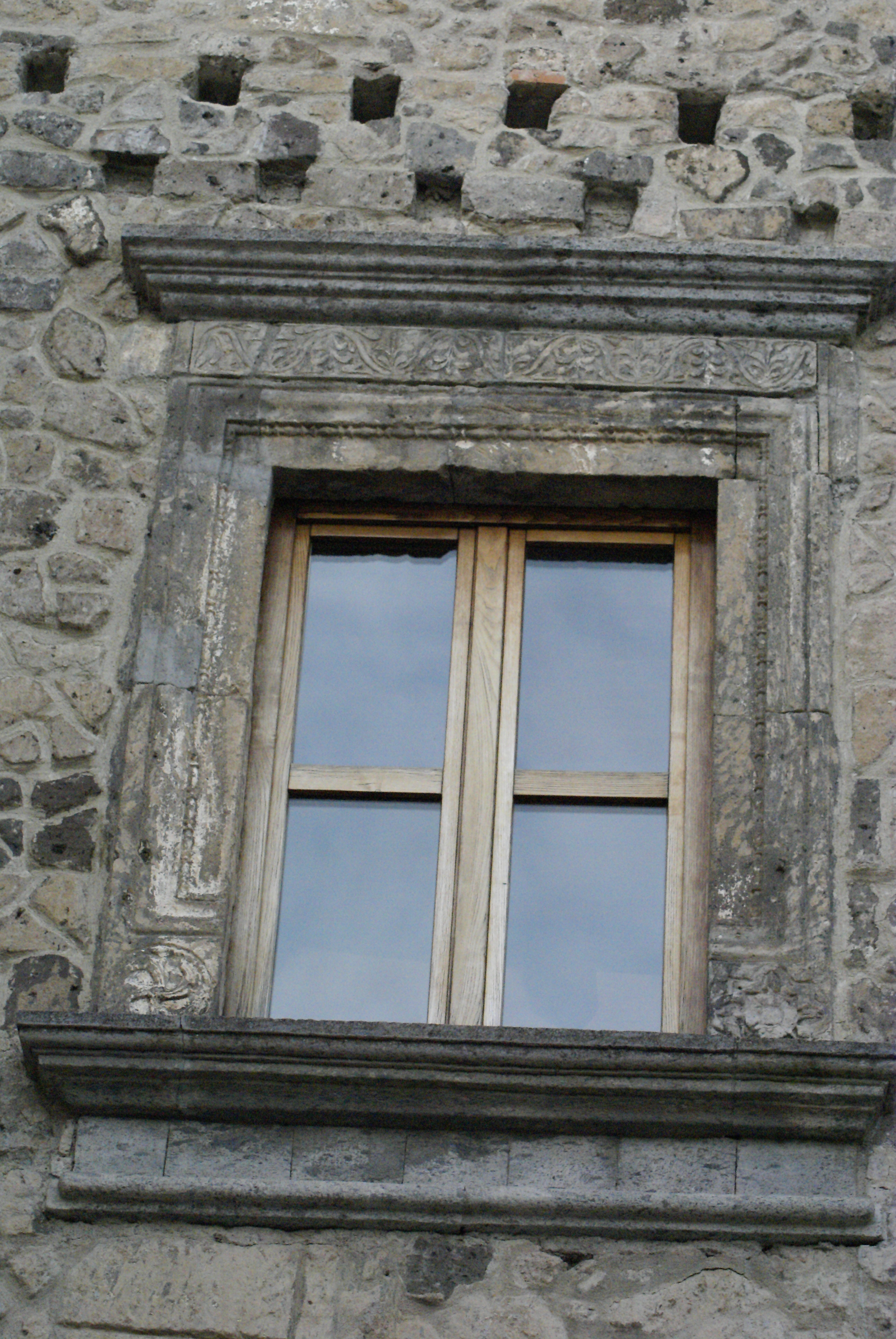
Piedimonte di Caserta, palazzo Orfitelli finestra rinascimentale